# Grown
Grown è un album in studio della boy band sudcoreana 2PM, pubblicato nel 2013. Il disco fa parte della discografia coreana del gruppo.

## Tracce
1. A.D.T.O.Y. (하.니.뿐.) – 4:06
2. Comeback When You Hear This Song (이 노래를 듣고 돌아와) – 3:36
3. Zero Point (원점으로) – 3:42
4. I’m Sorry – 3:07
5. The First Date (오늘부터 1일) – 3:09
6. Dangerous – 3:14
7. One More Day (오늘 하루만) – 4:15
8. Game Over – 3:44
9. Coming Down – 3:43
10. Go Back (고백) – 3:36
11. Love Song – 4:03
12. At Times (문득) – 4:33